# Bangui (Norra Ilocos)
Bangui (Bayan ng Bangui) är en kommun i Filippinerna. Kommunen ligger på ön Luzon, och tillhör provinsen Norra Ilocos. Folkmängden uppgår till 14 327 invånare.
Bangui är indelat i 15 barangayer.

## Källor

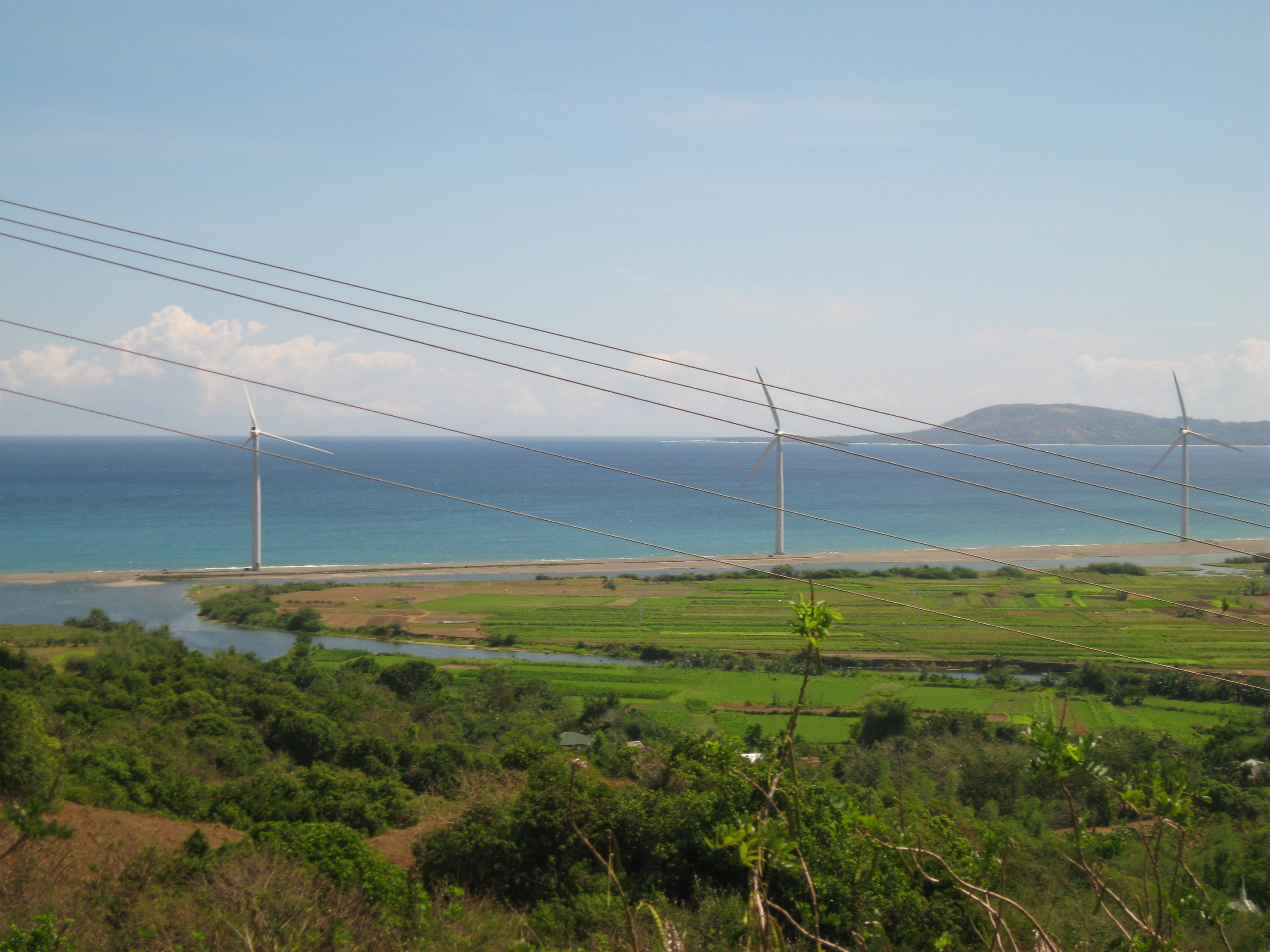
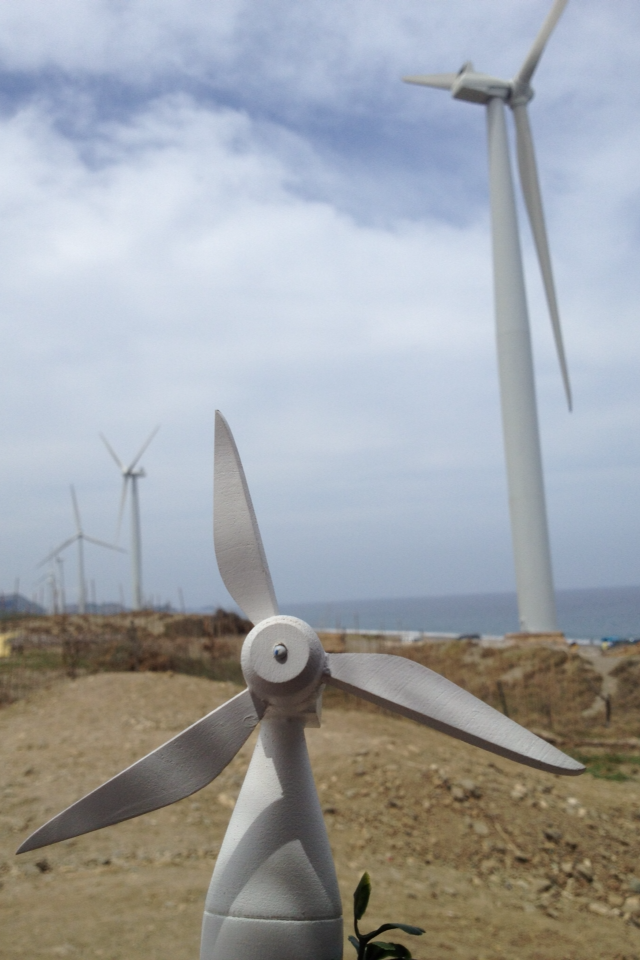